# Jiří Oberfalzer
Jiří Oberfalzer (* 17. ledna 1954 Karlovy Vary) je český politik, od roku 2018 místopředseda Senátu PČR, od roku 2004 senátor za obvod č. 16 – Beroun, od roku 2010 zastupitel, v letech 2010 až 2014 a znovu od roku 2022 radní, v letech 2014 až 2018 2. místostarosta a v letech 2018 až 2022 1. místostarosta města Králův Dvůr, člen ODS.

## Vzdělání, profese a rodina
Maturoval v roce 1973 na gymnáziu v Karlových Varech a Matematicko-fyzikální fakultu Univerzity Karlovy v Praze dokončil v roce 1979.
Po základní vojenské službě nastoupil jako učitel na Střední odborné učiliště v Malešicích, kde učil fyziku a matematiku. Od roku 1981 pracoval v jako geofyzik v národním podniku Geofyzika, kde zůstal až do prosince 1989, kdy přešel do koordinačního centra Občanského fóra. V roce 1990 působil jako hlavní sekretář redakce Týdeníku Fórum, ale téhož roku odešel pracovat jako ředitel tiskového odboru Kanceláře prezidenta republiky, kde zůstal do roku 1993. Po absolvování stáže ve Washingtonu vedl v letech 1993–1999 nadaci Patriae. V letech 1999 až 2004 působil v nadnárodním tabákovém koncernu British American Tobacco.
Je ženatý, má pět dětí.

## Politická kariéra
Členem ODS je od roku 1999. Ve volbách v roce 2004 kandidoval do Senátu v obvodě č. 16 – Beroun. Z prvního kola postoupil se ziskem 36,97 % hlasů, jeho protikandidátem byl nestraník za KDU-ČSL Tomáš Jehlička, který obdržel 16,66 %. Ve druhém kole Oberfalzer zvítězil se ziskem 60,47 % platných hlasů.
Je členem Ústavně-právního výboru a předsedou Stálé komise pro sdělovací prostředky Senátu. Mediálně známý je hlavně díky boji proti ratifikaci lisabonské smlouvy. Byl jedním ze senátorů, kteří podávali ústavní stížnost na lisabonskou smlouvu, kterou Ústavní soud zamítl. Když ji poté Senát schválil, byl Oberfalzer v čele skupiny senátorů, kteří 29. září 2009 předali další stížnost na Lisabonskou smlouvu Ústavnímu soudu, na základě které má být přezkoumán způsob schvalování zákona o vázaném mandátu. Zasazuje se o zrušení tzv. náhubkového zákona.
Je jedním ze zakladatelů nadace Forum 2000.
Ve volbách do Senátu PČR v roce 2010 svůj mandát senátora obhájil. V komunálních volbách v roce 2014 obhájil za ODS post zastupitele města Králův Dvůr. V listopadu 2014 byl navíc zvolen 2. místostarostou města. Také ve volbách v roce 2018 obhájil mandát zastupitele města. Navíc se v listopadu 2018 stal 1. místostarostou města. V komunálních volbách v roce 2022 kandidoval do zastupitelstva Králova Dvora z 2. místa kandidátky ODS. Post zastupitele obhájil. Dne 20. října 2022 byl zvolen radním města.
Ve volbách do Senátu PČR v roce 2016 obhajoval za ODS v obvodu č. 16 – Beroun mandát senátora. Se ziskem 23,69 % hlasů postoupil z prvního místa do druhého kola, v němž porazil poměrem hlasů 63,14 % : 36,85 % kandidáta hnutí ANO 2011 Bohumila Stibala. Senátorem tak zůstal. Dne 14. listopadu 2018 byl zvolen místopředsedou Senátu PČR, obdržel 71 hlasů od 80 přítomných senátorů. Funkci obhájil v listopadu 2020, když získal 74 ze 77 odevzdaných hlasů.
Ve volbách do Senátu PČR v roce 2022 obhajoval mandát senátora za ODS v rámci koalice SPOLU (tj. ODS, KDU-ČSL a TOP 09) v obvodu č. 16 – Beroun. V prvním kole vyhrál s podílem hlasů 37,89 %, a postoupil tak do druhého kola, v němž se utkal s kandidátem hnutí SEN 21 a LES Janisem Sidovským. V něm zvítězil poměrem hlasů 55,08 % : 44,91 %, a mandát senátora tak obhájil. Na začátku listopadu 2022 byl opět zvolen místopředsedou Senátu PČR, když dostal v tajné volbě 69 z 80 odevzdaných hlasů. Post místopředsedy obhájil i v říjnu 2024, když získal v tajné volbě 72 hlasů od 79 přítomných senátorů.